# یلوه‌های شکم‌نواری
یلوه‌های شکم‌نواری (نام علمی: Lewinia) سرده‌ای از پرندگان خانواده یلوگان است.
این سرده توسط جانورشناس انگلیسی جورج رابرت گری در سال ۱۸۵۵ با یلوه لوین Lewinia pectoralis به عنوان گونه نماد ساخته شد. نام سرده از مترادف گونه Rallus lewinii سوینسون، ۱۸۳۷ است. این نام رایج یادبودی برای جان لوین (۱۷۷۰–۱۸۱۹) حکاک و طبیعت‌شناس انگلیسی است که در استرالیا ساکن شد.
این سرده دارای چهار گونه است.